# Joaquín Muñoz
Joaquín Muñoz Benavides (Malaga, 10 marzo 1999) è un calciatore spagnolo, attaccante del Malaga.

## Carriera
Cresciuto nel settore giovanile dell'Atlético Madrid, debutta in prima squadra il 19 gennaio 2019 rimpiazzando Thomas Lemar nella ripresa del match di Primera División vinto 3-0 contro l'Huesca; proprio all'Huesca si trasferisce a titolo definitivo al termine della stagione, firmando un contratto quadriennale.
Poco impiegato dal club rossoblu, a gennaio viene prestato al Mirandés dove gioca 15 incontri realizzando una rete. Rientrato dal prestito, gioca 3 spezzoni con il club nel frattempo tornato nella Liga prima di passare nuovamente in prestito ad ottobre, questa volta al Malaga.
Dopo una stagione da titolare con due reti segnate in 30 presenze, viene confermato dall'Huesca per la stagione 2021-2022.

## Statistiche

### Presenze e reti nei club
Statistiche aggiornate al 2 ottobre 2020.
| Stagione        | Squadra           | Campionato      | Campionato | Campionato | Coppe nazionali | Coppe nazionali | Coppe nazionali | Coppe continentali | Coppe continentali | Coppe continentali | Altre coppe | Altre coppe | Altre coppe | Totale | Totale |
| Stagione        | Squadra           | Comp            | Pres       | Reti       | Comp            | Pres            | Reti            | Comp               | Pres               | Reti               | Comp        | Pres        | Reti        | Pres   | Reti   |
| --------------- | ----------------- | --------------- | ---------- | ---------- | --------------- | --------------- | --------------- | ------------------ | ------------------ | ------------------ | ----------- | ----------- | ----------- | ------ | ------ |
| 2017-2018       | Atlético Madrid B | SDB             | 1          | 0          |                 | -               | -               |                    | -                  | -                  |             | -           | -           | 1      | 0      |
| 2018-2019       | Atlético Madrid B | SDB             | 31         | 7          |                 | -               | -               |                    | -                  | -                  |             | -           | -           | 31     | 7      |
| 2018-2019       | Atlético Madrid   | PD              | 1          | 0          | CR              | 0               | 0               | UCL                | 0                  | 0                  |             | -           | -           | 1      | 0      |
| 2019-gen. 2020  | Huesca            | SD              | 1          | 0          | CR              | 2               | 0               |                    | -                  | -                  |             | -           | -           | 3      | 0      |
| gen.-giu. 2020  | Mirandés          | SD              | 15         | 1          | CR              | 0               | 0               |                    | -                  | -                  |             | -           | -           | 15     | 1      |
| set. 2020       | Huesca            | PD              | 3          | 0          | CR              | 0               | 0               |                    | -                  | -                  |             | -           | -           | 3      | 0      |
| ott. 2020-2021  | Malaga            | SD              | 30         | 2          | CR              | 1               | 0               |                    | -                  | -                  |             | -           | -           | 31     | 2      |
| 2021-2022       | Huesca            | SD              | 5          | 1          | CR              | 0               | 0               |                    | -                  | -                  |             | -           | -           | 5      | 1      |
| Totale carriera | Totale carriera   | Totale carriera | 87         | 11         |                 | 3               | 0               |                    | -                  | -                  |             | -           | -           | 90     | 11     |